# Anoura caudifer
Anoura caudifer (E.Geoffroy, 1818) è un pipistrello della famiglia dei Fillostomidi diffuso nell'America meridionale.

## Descrizione

### Dimensioni
Pipistrello di piccole dimensioni, con la lunghezza totale tra 47 e 70 mm, la lunghezza dell'avambraccio tra 34 e 39 mm, la lunghezza della coda tra 3 e 6 mm, la lunghezza del piede tra 7 e 12 mm, la lunghezza delle orecchie tra 8 e 17 mm e un peso fino a 13 g.

### Aspetto
La pelliccia è densa e setosa e ricopre metà dell'avambraccio e le parti prossimali delle membrane alari. Il colore generale del corpo è marrone scuro, con la base dei peli grigiastra ed è più chiaro in una zona sotto gli occhi e sul dorso anteriore.  Le membrane variano dal marrone scuro al nerastro. Il muso è allungato e fornito all'estremità di una piccola foglia nasale lanceolata.  La lingua è allungabile e fornita di papille sulla punta. Il labbro inferiore è allungato, si estende ben oltre il labbro superiore ed è attraversato verticalmente da un solco profondo, con due callosità su entrambi i lati.  Le orecchie sono relativamente piccole, rotonde e separate, l'antitrago è assente mentre il trago è corto e senza particolari modifiche. La coda è rudimentale e si estende leggermente oltre l'uropatagio il quale è ridotto ad una sottile membrana lungo la parte interna degli arti inferiori, cosparso di pochi corti peli e con il margine libero a forma di U rovesciata. Il calcar è ben sviluppato.

## Biologia

### Comportamento
Si rifugia all'interno di grotte, tunnel, cavità e denso fogliame degli alberi spesso associata con altre specie di pipistrelli come Anoura geoffroyi, Anoura cultrata, Carollia perspicillata e Pteronotus parnellii. Forma gruppi tra 5 e 15 individui. Le attività predatorie e di nutrimento iniziano circa un'ora dopo il tramonto e proseguono per non più di 6 ore.

### Alimentazione
Si nutre di insetti, nettare e polline di piante delle famiglie delle Fabaceae, Passifloraceae, Campanulaceae, Bombacaceae, Bromeliaceae, Marcgraviaceae, Myrtaceae, Lythraceae, Malvaceae e Rubiaceae.

### Riproduzione
I periodi riproduttivi variano all'interno del vasto areale. Femmine gravide sono state catturate in Ecuador durante il mese di agosto, mentre altre che allattavano sono state osservate in Brasile ad ottobre.

## Distribuzione e habitat
Questa specie è diffusa nella Guyana francese, Suriname, Guyana, Venezuela, Colombia, Ecuador, Perù, Bolivia, Argentina nord-occidentale e Brasile centro-settentrionale e sud-orientale.
Vive nelle foreste tropicali fino a 1.500 metri di altitudine.

## Conservazione
La IUCN Red List, considerato il vasto areale e la popolazione presumibilmente numerosa, classifica A.caudifer come specie a rischio minimo (Least Concern)).